# Гопи (Польща)
Гопи (пол. Hopy, нім. Hoppen) — село в Польщі, у гміні Пшодково Картузького повіту Поморського воєводства.
Населення — 342 особи (2011).
У 1975-1998 роках село належало до Гданського воєводства.

## Демографія
Демографічна структура станом на 31 березня 2011 року:
|          | Загалом | Допрацездатний вік | Працездатний вік | Постпрацездатний вік |
| -------- | ------- | ------------------ | ---------------- | -------------------- |
| Чоловіки | 188     | 54                 | 114              | 20                   |
| Жінки    | 154     | 39                 | 86               | 29                   |
| Разом    | 342     | 93                 | 200              | 49                   |